# Аарау
Аарау (нім. Aarau) — місто  в Швейцарії, адміністративний центр кантону Ааргау та округу Аарау.
Залізнична станція. Електротехнічна, поліграфічна, шкіряно-взуттєва промисловість. 

## Історія
На території Аарау виявлено артефакти неолітичного періоду, руїни поселення бронзової доби, залишки римського дерев'яного моста.
Місто було засноване приблизно в 1240 році. Перша згадка про місто припадає на 1256 рік, а міські права були надані йому в 1283 році. Залишався у володінні графів Габсбургів до руйнування його жителями Берна в 1415 році.
У серпні 1712 року тут був досягнутий мир, що поклав кінець Тоггенбурзькій війні між протестантськими та католицькими кантонами Швейцарії.
У березні 1798 року місто було зайняте французькими військами і оголошене столицею Гельветійської республіки, ставши першою столицею об'єднаної Швейцарії. У 1803 році місто стало столицею розширеного кантону Ааргау.

## Географія
Місто розташоване  на висоті 368 м над рівнем моря на відстані близько 70 км на північний схід від Берна.
Аарау має площу 12,3 км², з яких на 49,2% дозволяється будівництво (житлове та будівництво доріг), 11,4% використовуються в сільськогосподарських цілях, 32,3% зайнято лісами, 7,1% не є продуктивними (річки, льодовики або гори).

## Демографія
2019 року в місті мешкало 21 773 особи (+11,7% порівняно з 2010 роком), іноземців було 20,9%. Густота населення становила 1764 осіб/км².
За віковим діапазоном населення розподілялося таким чином: 17,4% — особи молодші 20 років, 64,4% — особи у віці 20—64 років, 18,2% — особи у віці 65 років та старші. Було 10591 помешкань (у середньому 2 особи в помешканні).
Із загальної кількості 34 888 працюючих 29 було зайнятих в первинному секторі, 3213 — в обробній промисловості, 31 646 — в галузі послуг.
Населення міста досягло пікового значення в 1960 році, після чого за подальші роки знизилося на 8 %. 20,4 % населення складають іноземці, приблизно третину з яких складають вихідці з колишньої Югославії.
Протестантська частина населення безперервно зменшується, склавши в 2000 році 43,5 % жителів. 29,2 % населення є католиками, 4,8 % — мусульманами, 3,2 % — православними.

## Клімат
Аарау лежить у помірному кліматичному поясі. Середньорічна температура — бл. +8° С, найхолодніший місяць — січень (–0,3 °С), найтепліший — липень (+18,2 °С), річна кількість опадів — бл. 1 060 мм, більша частина яких випадає влітку.

## Спорт
Футбольний клуб FC Aarau, домашній стадіон — Брюггліфельд